# Rhinophthalmus modestus
Rhinophthalmus modestus là một loài bọ cánh cứng trong họ Cerambycidae.